# Косовская девушка
Косовская девушка (серб. Косовка девојка — «Косовка девушка»), девушка с Косова поля или косовская девочка — героиня сербского эпоса, самая известная аллегория Сербии и основной символ сербской культуры.

## Образ в искусстве

### В литературе
Встречается в сербской народной песне «Косовская девушка», посвящённой Битве на Косовом поле. Согласно песне, она помогает раненым сербским воинам на поле боя и ищет своего суженого Милана Топлицу и его побратимов Милоша Обилича и Ивана Косанчича. От умирающего воина Павла Орловича она узнаёт о гибели всех троих и оплакивает их кончину, говоря:

Бедная, мне нет на свете счастья.

Если ухвачусь за ветку ели,

Тотчас же зелёная засохнет.
Также она упоминается в некоторых песнях о Королевиче Марко.

### Живопись
Сербский художник Урош Предич написал картину «Косовская девушка» в 1919 году (масло). На картине девушка ухаживает за раненым Павлом Орловичем. Появление картины в 1919 году оживило косовский феномен, выказав уважение и почёт сербским солдатам-героям Первой мировой войны.

### Скульптура
В 1907 году скульптором Иваном Мештровичем была создана скульптура «Косовская девушка».

### Кинематограф
В 1989 году югославский режиссёр Здравко Шотра снял фильм «Битва на Косовом поле». Роль косовской девочки исполнила Катарина Гойкович.